# Michael Stuart
Michael Stuart Carrión (Nueva York, Estados Unidos, 13 de enero de 1975) es un cantante de salsa y actor estadounidense de ascendencia puertorriqueña.

## Biografía

### Primeros años
Los padres de Stuart emigraron de Puerto Rico y se establecieron en los 1960s en la Ciudad de Nueva York donde él nació. Allí Stuart recibió su educación primaria y secundaria. Él fue musicalmente influido por su tío Israel "Timbalero" Stuart. Stuart creció escuchando hip hop y rock. Él creció para estar apegado a muchos tipos de música, especialmente la música latina. Él aprendió solo a tocar la trompeta y la mayoría de veces él cantaría para los tonos de Héctor Lavoe y El Gran Combo. Fue Domingo Quiñones quien había influido el estilo de Stuart en el canto.

### Carrera de cantante
Con la ayuda de su tío, no fue mucho antes de que Stuart cantaba respaldado por los gustos de Johnny Rivera y de Marc Anthony. En 1996, Stuart lanzó al mercado su primer CD, Cuentos de la Vecindad (Tale of the Neighborhood), que incluyó una nueva versión de una canción de Michael Jackson "The Lady in My Life". Su CD de debut fue un éxito en la comunidad hispánica. A él le fue otorgado el premio de la revista Farandula Magazine "Artista nuevo de los años 1996-97" y el premio El Artista Nuevo Tropical de 1997 por los Premios Tu a la Música y fue nominado para el "Artista nuevo del Año" en los Premios Lo Nuestro en 1997. Ese año Stuart también cantó en una producción del Banco Popular en honor a Bobby Capó, presentando a Danny Rivera, José Feliciano,
En 1998, Stuart lanzó al mercado su segundo CD, Retratos (Pictures).  Entre los premios que él se ganó para esta grabación fue el "Premio al Nuevo Artista de Salsa" y el premio Antonio Paoli.  Él también debutó en la versión puertorriqueña de la obra musical Jesus Christ Superstar en  San Juan, al lado de Olga Tañón. A Stuart le fue otorgado el "Premio al Mejor Nuevo Actor" por el Theater Circle por su desempeño. En el año 1998 en la producción del Banco Popular en honor al compositor Rafael Hernández, Stuart cantó al lado de Ricky Martin y de Gilberto Santa Rosa.
En 1999, Stuart recibió un reconocimiento especial de la Cámara de Representantes de Puerto Rico, y él también recibió al "Personas Choice Award" en la categoría Tropical en los Tu Music Awards.
En 2000, Stuart lanzó al mercado su tercer álbum, Súbeme el Volumen (Bring up the Volume). Ese año él cantó "Algo En Ella" ("Something in Her") para la banda sonora de la película de  Bajo Sospecha, una película que incluye la participación de Miguel Ángel Suárez y Nydia Caro. La banda sonora también incluyó canciones de colegas puertorriqueños como Carlos Ponce, Ednita Nazario y Olga Tañón. Stuart también cantó dos canciones en Obra Maestra (Masterpiece) por Eddie Palmieri y el fallecido Tito Puente.
En 2002, Stuart lanzó al mercado su cuarto CD, Michael Stuart. En 2004, Stuart lanzó al mercado el álbum Pop latino Sin Miedo, lo cual fue postulado para el Grammy Latino 2005 para Mejor Álbum contemporáneo-Tropical del Año.
En 2005, él tuvo el papel principal en un evento musical titulado Homenajes que ha recorrido a través de los Estados Unidos, Sudamérica, y Europa, rindiendo tributo a algunos de sus artistas favoritos y legendarios de la Salsa/Rumba de todos los tiempos.
En 2006, Stuart lanzó al mercado Back to da Barrio, el cual es un álbum del salsa de canciones notables del reguetón cantado por otros artistas, como "Ven Báilalo", "Pobre Diabla", y "Mayor Que Yo".
El álbum completo más reciente de Stuart es de salsa y se titula Sentimiento de un Rumbero, grabado para Machete Music en 2007. Él es activo en el negocio de música y participa en producciones de teatro en Puerto Rico. 
En 2008 Stuart participó de un festival de la playa denominado "Back to School", el 9 de agosto de 2008.
En 2015 participó en Unity the Latin Tribute to Michael Jackson creado y producido por Tony Succar, en esta producción Stuart interpretó el tema "será que no me amas" la única canción en español del álbum. Al año siguiente también hizo parte del Show en vivo para PBS del que se grabó un DVD.
En 2017  lanza el sencillo "Pa que Caliente" en Colaboración con Rafa Pabón, Una canción salsera con visos urbanos que caé muy bien en el público joven.

## Discografía

### Álbumes
- 1996: Cuentos de la vecindad (RMM Records)
- 1998: Retratos (RMM Records)
- 2000: Súbele el Volumen (RMM Records)
- 2002: Michael Stuart (RMM Records/Universal Music Latino)
- 2004: Sin miedo (RMM Records/Universal Music Latino)
- 2006: Back to da barrio (Machete Music)
- 2006: Grandes éxitos (CD & DVD) (RMM Records/Universal Music Latino)
- 2006: Pura salsa (RMM Records/Universal Music Latino)
- 2007: Sentimiento de un tumbero (Machete Music)
- 2011: Amanece y sigue caliente: Tributo a Louie Ramírez (R.L.M. Productions)

### Sencillos
- 2014 - Estoy perdiendo la cabeza
- 2017 - Pa que caliente ft. Rafa Pabón
- 2018 - Yo Soy Nueva York
- 2018 - Me enamoré
- 2019 - Me enamoré (Remix tropical urbano) ft. Olga Tañón
- 2020 - La Latina
- 2020 - La Latina (Salsa Remix) ft. Ñengo Flow

## Colaboraciones y participaciones
- 2005 - Nadie sabe ft. Cheka (La película)
- 2010 - Enséñame tu, Piensalo bien ft. Herman Olivera (No me echa la culpa)
- 2014 - El costo de la vida ft. Melina León (Que Lindo es Puerto Rico ) - Banco Popular de Puerto Rico
- 2015 - Será que no me amas ft. Tony Succar (Unity the Latin Tribute to Michael Jackson) album version
- 2016 - Vamos a chinchorrear Remix ft Algaraplena and NG2 (Algaraplena vol 1)
- 2016 - Será que no me amas ft. Tony Succar (Unity the Latin Tribute to Michael Jackson) live concert special
- 2016 - Tres mezclas (A su propio peso - Juaco Salsa)
- 2019 - Hoy (Remix) - Álex Campos
- 2019 - Alegría lógica (Salsa Remix) - Daniel el travieso

## Televisión
- 2017 - Copresentador en Vive to Nite ( programa de entretenimiento puertorriqueño)
- 2022 - Participante en Tu cara me suena (Talent show en versión latina emitido por Univisión)

- Datos: Q517217